# Heteromorpha occidentalis
Heteromorpha occidentalis är en flockblommig växtart som beskrevs av P.J.D.Winter. Heteromorpha occidentalis ingår i släktet Heteromorpha och familjen flockblommiga växter. Inga underarter finns listade i Catalogue of Life.